# Григорий Турский
Григо́рий Ту́рский  (лат. Gregorius Turonensis, фр. Grégoire de Tours, 30 ноября 538 или 539 года, Клермон, Овернь — 17 ноября 593 или 594 года) — епископ Турский с 573 года, франкский историк, святой (день памяти — 17 ноября).

## Биография
Происходил из знатной галло-римской семьи из сенаторской аристократии Оверни. Многие представители его семьи были епископами в Туре и ряде других епархий. Настоящее его имя — Георгий Флоренций. Был заботливо воспитан епископом Клермона Галлом I.
По желанию меровингского монарха Григорий получил в 573 году сан епископа Тура, сменив на кафедре своего близкого родственника Евфрония. Церемонию интронизации, состоявшуюся 24 августа в Меце, провёл в присутствии короля Австразии Сигиберта I и его супруги Брунгильды епископ Реймса Эгидий. Несмотря на враждебно настроенное к нему население города, возведение Григория в сан произошло вне стен Тура, что противоречило христианским принципам назначения епископа.
Он пользовался большим почетом у франкских королей Сигиберта I, Гунтрамна и Хильдеберта II, и энергично защищал интересы своего епископства против Хильперика I и Фредегонды. Григорий умер в 594 году, почитаемый народом как чудотворец и святой.

## Сочинения
Главное его сочинение — «История франков» (в 10 книгах, с автобиографией), написанное на латинском языке, имеет громадное значение, служа главнейшим источником для истории Меровингов до 591 года. Григорий описывает события просто, безыскусно. Дело в том, что Григорий писал для весьма ограниченного круга людей и предполагал, что многие из описанных им событий не нуждались в толковании, ибо читатели Григория имели непосредственное представление о многих людях и событиях, описанных им.
Его восприятие чудес выразилось в «Семи книгах о чудесах» — рассказах о разных мучениках, чудесах и о святом Мартине Турском, — и в «Житиях отцов». Несмотря на многочисленные упоминания чудес, Григорий весьма трезво оценивал ситуацию вокруг себя, и набожность не шла вразрез с политическими реалиями.
Имеется множество современных изданий различных сочинений Григория Турского.

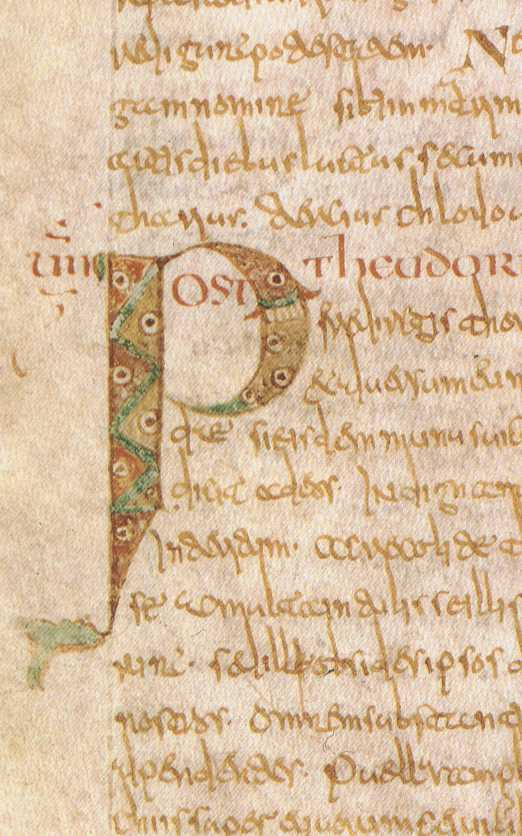
История франков

### Издания произведений Григория Турского на русском языке
- Григорий Турский. История франков = Historia Francorum. — М.: Наука, 1987. — 464 с. — (Литературные памятники).
- Григорий Турский. Книга о чудесах блаженного апостола Андрея // Альфа и Омега. — 1999. — № 3(21). — С. 214—242.
- Григорий Турский. Житие отцов / Пер. с лат. Составитель: иеромонах Серафим Роуз. — Русский паломник, 2007. — 415 с. — 10 000 экз.